# Twinsburg (Ohio)
Twinsburg é uma cidade localizada no condado de Summit no estado estadounidense de Ohio. No Censo de 2010 tinha uma população de 18795 habitantes e uma densidade populacional de 525,82 pessoas por km².

## Geografia
Twinsburg encontra-se localizada nas coordenadas 41° 19′ 21″ N, 81° 26′ 35″ O. Segundo a Departamento do Censo dos Estados Unidos, Twinsburg tem uma superfície total de 35.74 km², da qual 35.66 km² correspondem a terra firme e (0.23%) 0.08 km² é água.

## Demografia
Segundo o censo de 2010, tinha 18795 pessoas residindo em Twinsburg. A densidade populacional era de 525,82 hab./km².